# Parsair
Parsair was een Iraanse luchtvaartmaatschappij in het bezit van Pars Aviation Services Company. De maatschappij voerde vrachtvluchten uit. Parsair werd in 2012 hernoemd naar Yas Air.